# 源広綱
源 広綱（みなもと の ひろつな、生没年不詳）は、平安時代末期から鎌倉時代初期にかけての武将。家系は清和源氏の一家系、摂津源氏の出である。源頼政の末子。長兄・仲綱の養子となる。官位は従五位下・駿河守。

## 生涯
頼政・仲綱らが以仁王と共に挙兵し討ち死にした時、仲綱の次子・有綱と共に知行国の伊豆におり、伊豆で挙兵した鎌倉の源頼朝の傘下で平氏追討軍に加わる。寿永3年（1184年）6月5日、小除目により一ノ谷の戦いの褒章として頼朝の推挙に基づいて従五位下駿河守に叙任される。頼朝は同じ清和源氏の一門には冷たく当たる傾向があったが、その一方でこの広綱や足利義兼、平賀義信などは厚遇し、あえて格差をつけるようなことも行った。
義弟の有綱は源義経の婿となって終始義経と行動を共にしたため、頼朝によって自害に追い込まれた。広綱はこの事件に連座せず、文治5年（1189年）には奥州合戦に従軍。さらに建久元年（1190年）11月に頼朝の上洛に随行するが、翌月頼朝が関東に下向するその日の朝、家人にも行方を知らせずに突然逐電した。翌年6月、神護寺の文覚によって広綱が遁世して上醍醐にあることを鎌倉に報じた。逐電の理由は、頼朝の右大将拝賀の際に供奉人に選ばれなかったこと、駿河国の国務について希望がかなえられなかったことだという。
子孫は太田氏として繁栄し、戦国時代初期には著名な太田道灌を出している。

## 系譜
- 父：源頼政 - 源三位
- 養父：源仲綱 - 以仁王の挙兵で自害
- 母：不詳
- 妻：不詳
  - 男子：源隆綱 - 丹波国五箇庄を領す、仕土御門天皇、子孫は太田氏